# Okręg wyborczy Leeds South

Położenie okręgu w regionie Yorkshire and the Humber.

Okręg wyborczy Leeds South powstał w 1885 r. i wysyłał do brytyjskiej Izby Gmin jednego deputowanego. Okręg obejmuje południową część miasta Leeds. Został zniesiony w 1983, a następnie przywrócony w 2024.

## Deputowani do brytyjskiej Izby Gmin z okręgu Leeds South

### 1885–1983
- 1885–1892: Lyon Playfair, Partia Liberalna
- 1892–1908: John Walton, Partia Liberalna
- 1908–1922: William Middlebrook, Partia Liberalna
- 1922–1931: Henry Charleton, Partia Pracy
- 1931–1935: Borras Whiteside, Partia Konserwatywna
- 1935–1945: Henry Charleton, Partia Pracy
- 1945–1963: Hugh Gaitskell, Partia Pracy
- 1963–1983: Merlyn Rees, Partia Pracy

### Od 2024
- 2024– : Hilary Benn, Partia Pracy[2]